# تأثیرات زیست‌محیطی استخراج سنگ‌آهن

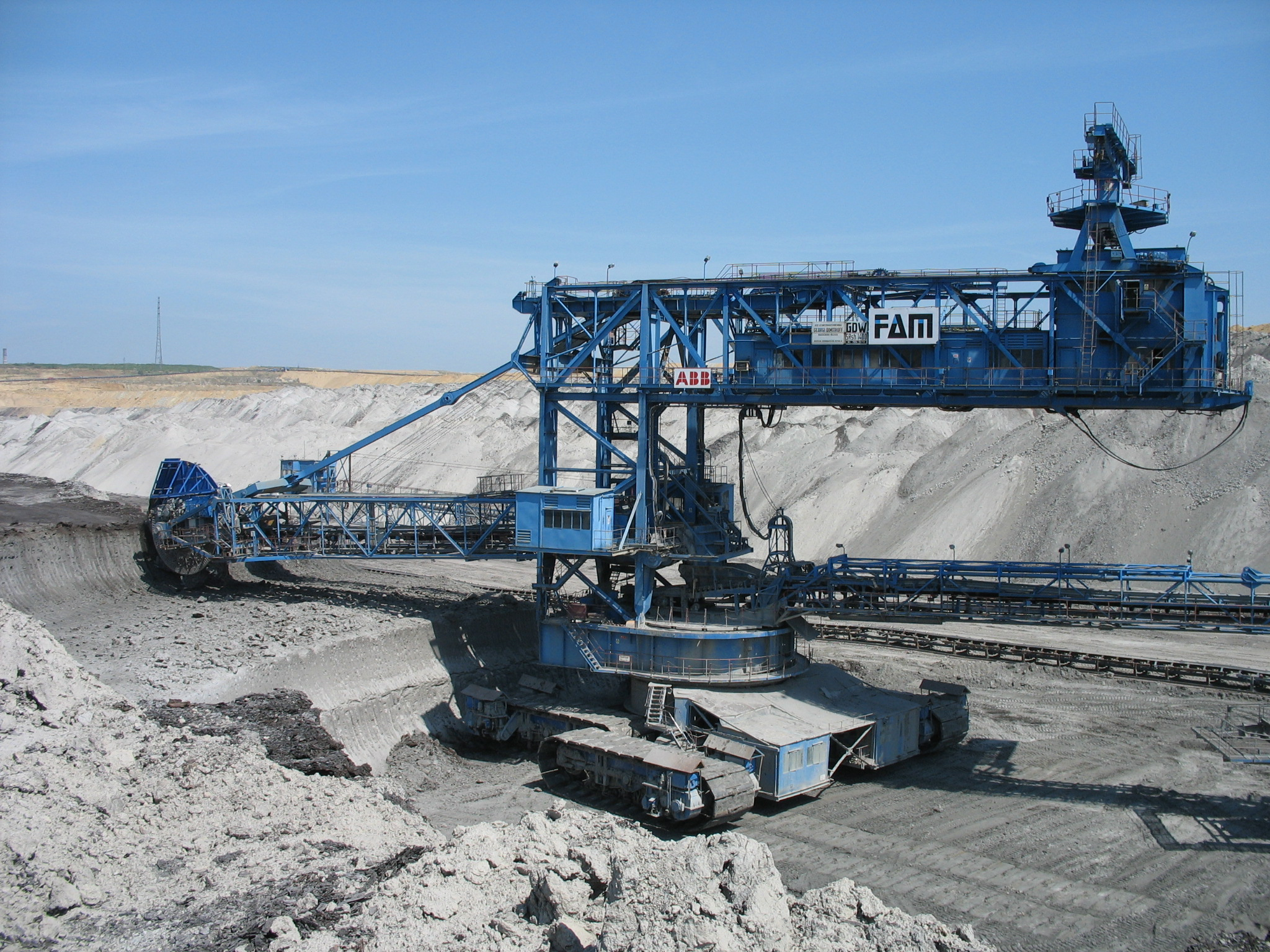
حفاری

تأثیرات زیست‌محیطی استخراج سنگ‌آهن در تمامی مراحل آن، از حفاری تا فرآوری و حمل‌ونقل و سایر مراحل، ممکن است اثرات زیان‌باری بر کیفیت هوا، کیفیت آب، گونه‌های زیستی و جوامع اطراف داشته باشد. این تأثیرات عمدتاً ناشی از پسماند معدنی سنگ‌آهن در مقیاس وسیع است که طی فرایند فرآوری و تغلیظ سنگ‌آهن تولید شده و به محیط‌زیست رها می‌شوند؛ این پسماندها برای حیوانات و انسان‌ها مضر هستند.

## سنگ آهن

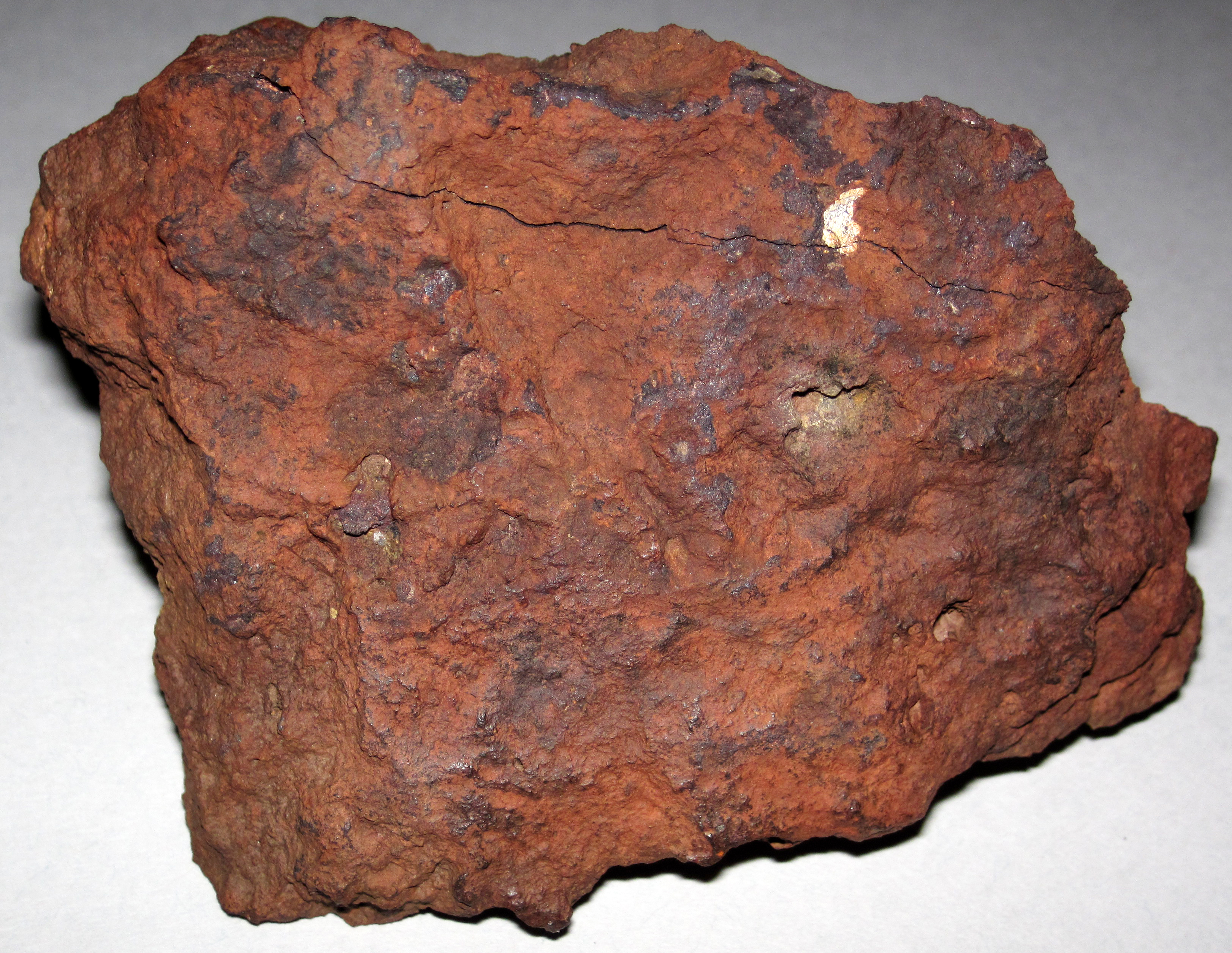
سنگ آهن غنی از هماتیت

سنگ آهن ترکیبی از سنگ‌ها و کانی‌ها است که دارای مقدار کافی آهن، حجم مناسب و دسترسی لازم برای استخراج و حمل‌ونقل اقتصادی می‌باشد. حدود پنج درصد از پوسته زمین از آهن تشکیل شده و این عنصر را به چهارمین عنصر فراوان در زمین تبدیل می‌کند. در سطح جهانی، سنگ‌آهن بیشتر به‌صورت تشکیلات آهن نواری (Banded Iron Formations - BIFs) یافت می‌شود و به شکل کانی‌هایی مانند مگنتیت(Fe₃O₄)، هماتیت (Fe₂O₃)، گوتیت (FeO(OH))، لیمونیت (FeO(OH)·n(H₂O)) یا سیدریت (FeCO₃) وجود دارد. هماتیت و مگنتیت رایج‌ترین انواع سنگ‌آهن هستند. تقریباً ۹۸٪ از سنگ‌آهن موجود در بازار جهانی برای تولید آهن و فولاد استفاده می‌شود. ۲٪ باقی‌مانده برای تولید آهن پودری در برخی انواع فولاد، قطعات خودرو و کاتالیزورها؛ آهن رادیواکتیو در پزشکی؛ و آبی آهنی در رنگ‌ها، جوهرها، لوازم آرایشی و پلاستیک‌ها به کار می‌رود. کشورهایی که دارای ذخایر غنی سنگ‌آهن هستند شامل استرالیا، برزیل، کانادا، هند، چین و آفریقای جنوبی می‌باشند.

### معدن و فرآوری

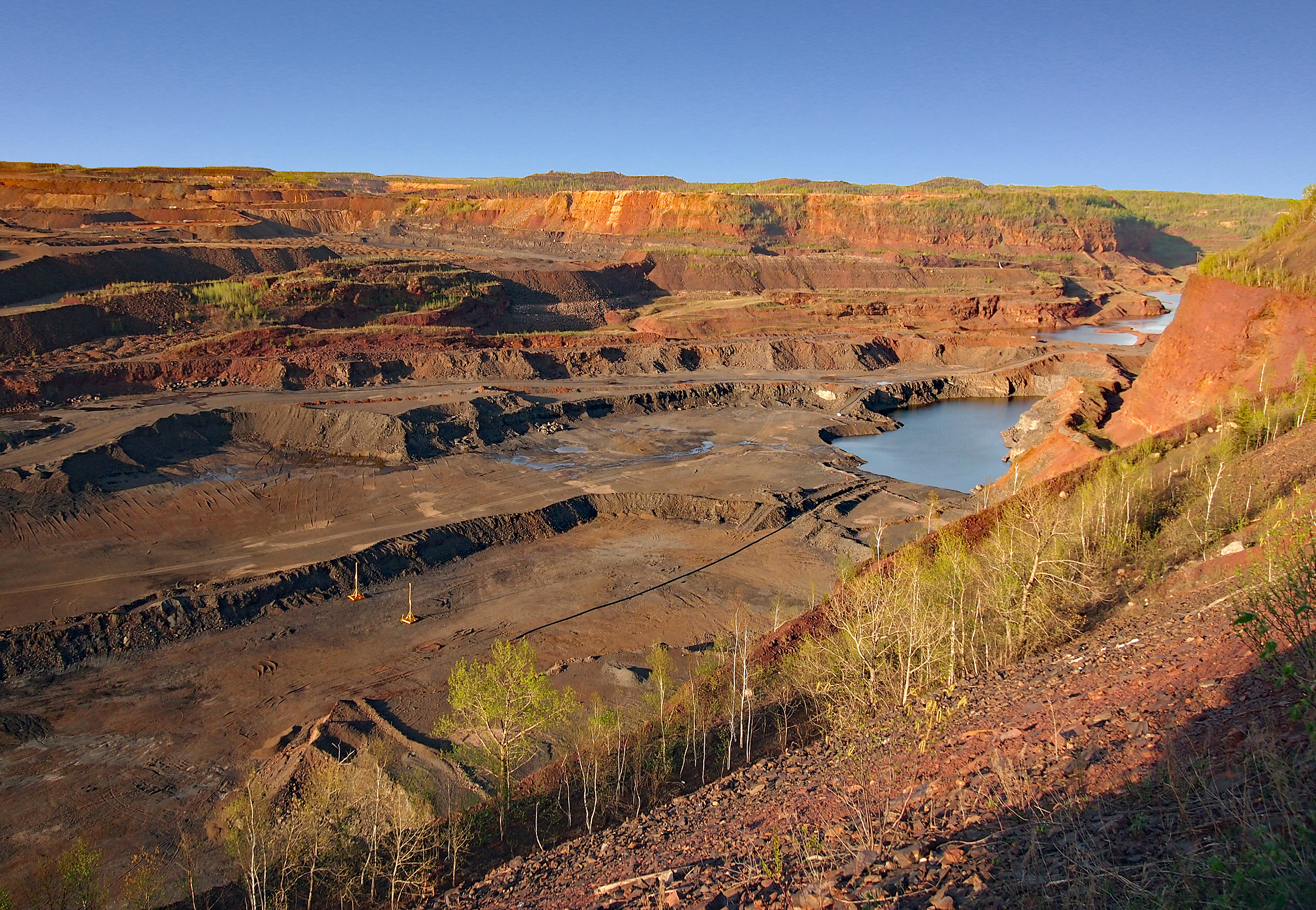
معدن آهن روباز هال-راست-ماهونینگ در هیبینگ، مینه‌سوتا، ایالات متحده.

پس از یافتن یک مکان حاصلخیز، سنگ آهن معمولاً از طریق معدنکاری روباز استخراج می‌شود. روش‌های معمول استخراج سنگ آهن، حفاری و انفجار است. سپس سنگ معدن برای فرآوری منتقل می‌شود و در آنجا خرد می‌شود و سپس در کوره بلند قرار می‌گیرد، جایی که ذوب کک، سنگ آهن را به آهن فلزی تبدیل می‌کند. این بخشی از فرایند غنی‌سازی است که در آن سنگ معدن به کنسانتره سنگ معدن تبدیل می‌شود. کانی‌های باطله به باطله تبدیل شده و به یک مرکز ذخیره‌سازی منتقل می‌شوند.

## مسائل

### باطله‌های معدن آهن
تقاضای بالای جهانی برای آهن، نیاز به استخراج و فرآوری مداوم را به‌وجود آورده است که این فرایندها مقدار زیادی پسماند جامد و مایع تولید می‌کنند. پسماندهای سنگ‌آهن موادی هستند که پس از اتمام فرآوری مواد معدنی باقی می‌مانند.[ این پسماندها شامل مقادیر زیادی اکسیدهای آهن و منگنز هستند و همچنین دارای مقادیر بالای pH می‌باشند. عناصر بالقوه سمی موجود در پسماندهای سنگ‌آهن شامل باریم (Ba)، کروم (Cr)، کادمیوم (Cd)، کبالت (Co)، مس (Cu)، آهن (Fe)، منگنز (Mn)، سرب (Pb)، نیکل (Ni) و روی (Zn) هستند برآورد می‌شود که تقریباً ۳۲٪ از سنگ‌آهن استخراج‌شده به‌صورت پسماند باقی می‌ماند. هر ساله حدود ۱٫۴ میلیارد تن پسماند سنگ‌آهن تولید می‌شود. مناطق استخراج سنگ‌آهن و همچنین پسماندهای مایع حاصل از آن‌ها، حاوی سطوح بالایی از آهن محلول و ذرات معلق هستند که باعث تغییر در ترکیب شیمیایی آب و دسترس‌پذیری زیستی فلزات می‌شوند.

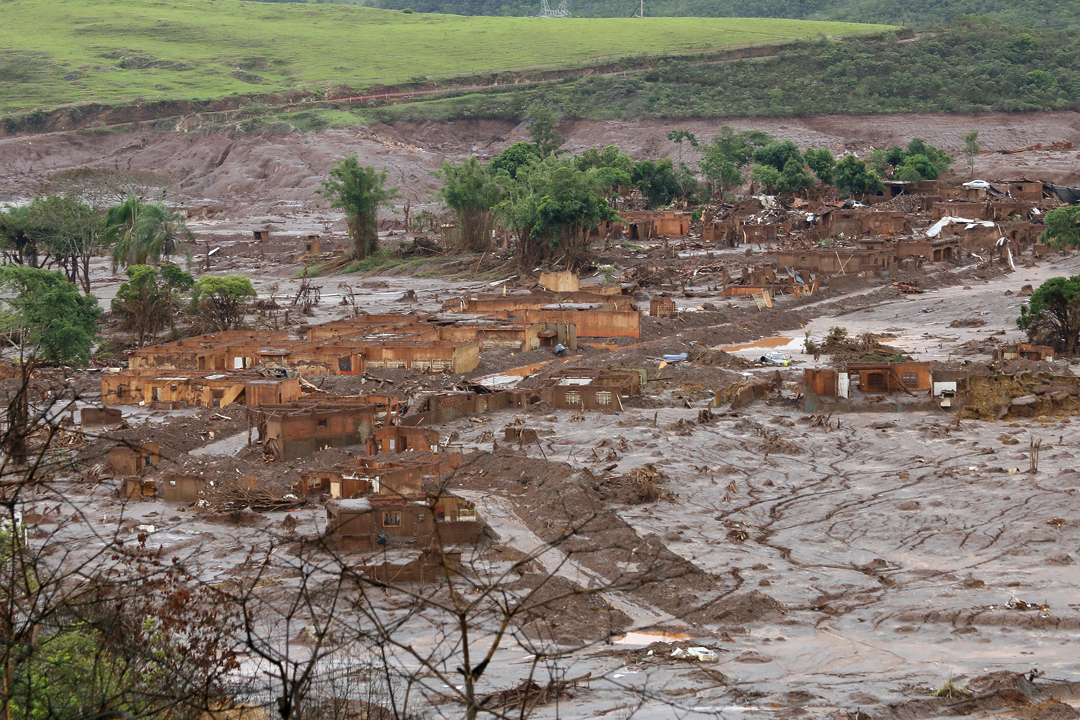
خسارات وارده به شهر بنتو رودریگز در اثر شکست سد فوندائو.

پس از خروج از معدن، باطله‌ها باید ذخیره و مدیریت شوند تا از خطرات زیست‌محیطی و خطرات ایمنی جلوگیری شود. در برزیل، تقریباً ۹۵ درصد از باطله‌های معدنی در نهایت به سدهای مهار می‌ریزند. بسیاری از کشورها شکست سد را تجربه کرده‌اند. در سال ۲۰۱۵، شهر ماریانا در برزیل شکست سد فوندائو را تجربه کرد. بیش از ۳۰ میلیون متر مکعب آب و پسماندهای حاصل از استخراج سنگ آهن به محیط زیست رها شد. شکستن سد باطله‌های سنگ آهن باعث آسیب جدی به محیط زیست و مرگ و میر در انسان‌ها می‌شود. مخازن باطله نیز پتانسیل نشت دارند. با ایجاد یک لایه نفوذناپذیر می‌توان از نشت آب جلوگیری کرد یا حداقل آن را به حداقل رساند. در غیر این صورت، آب‌های اسیدی و حاوی فلز حاصل از باطله‌ها می‌توانند بر زیستگاه‌های آبی و آب‌های زیرزمینی اطراف تأثیر بگذارند.

### کیفیت هوا
منابع اصلی انتشار آلاینده‌ها در هر دو مرحله ساخت و بهره‌برداری شامل محصولات احتراق مانند نیتروز اکسید، کربن دی‌اکسید، کربن منوکسید و گوگرد دی‌اکسید و همچنین گرد و غبار فرار ناشی از عملکرد تجهیزات می‌باشند. منابع اصلی انتشار آلاینده‌های مرتبط با احتراق در هر دو مرحله ساخت و بهره‌برداری مربوط به دیزل ژنراتور، بویلرهای سوخت نفتی و ترافیک جاده‌ای در محل است. انتشار گرد و غبار فرار ممکن است در طی پاکسازی زمین، حفاری و تردد تجهیزات در محل رخ دهد. منابع بالقوه گرد و غبار فرار در مرحله بهره‌برداری شامل بارگیری و تخلیه ماده معدنی، خردایش سنگ معدن، فرسایش انبارهای ذخیره و گرد و غبار ناشی از سیستم‌های نقاله اطراف سایت می‌باشد. میزان انتشار گرد و غبار فرار متناسب با وسعت زمین تخریب شده و سطح فعالیت است و با تغییر شرایط جوی، به‌طور قابل توجهی از روزی به روز دیگر متفاوت است. تأثیرات عمده آلودگی هوای صنعتی بر حیات‌وحش شامل مرگ‌ومیر مستقیم، تضعیف به دلیل صدمات و بیماری‌های مرتبط با صنایع، و استرس‌های فیزیولوژیکی و روانی است.